# Warora
Warora es una ciudad y  municipio situada en el distrito de Chandrapur en el estado de Maharashtra (India). Su población es de 46532 habitantes (2011). 

## Demografía
Según el censo de 2011 la población de Warora era de 46532 habitantes, de los cuales 23424 eran hombres y 23108 eran mujeres. Warora tiene una tasa media de alfabetización del 89,89%, superior a la media estatal del 82,34%: la alfabetización masculina es del 93,91%, y la alfabetización femenina del 85,83%.